# Fabryka Broni Radom
Fabryka Broni Radom est une manufacture d'armes polonaise.
Elle fut créée à Radom à la fin de la Première Guerre mondiale et racheta une partie des machines-outils des Arsenaux impériaux allemands. Récemment indépendante, la Pologne y fit construire des revolvers Nagant 95 dans les années 1920. Suivirent ensuite les pistolets semi-automatiques Radom Vis 35, FB TT, et FB P-64 et la carabine de guerre kbk wz. 29 qui équipèrent l'armée polonaise. Au cours des années 1960, la FB devint la ZM Lucznik.

## Armes produites
- Beryl 5.56 NATO
- PM-98, PM-06
- Kbk wz. 1988 Tantal. Calibre 5,45 x 39[1].
- PW wz. 33 (1947–1956) Calibre 7,62 × 25 mm TT, Tokarev TT 33 pistolet
- Vis wz. 35 Calibre 9 × 19 mm Para, pistolet